# Championnat de France de basket-ball 1975-1976
Navigation
Saison précédente Saison suivante
La saison 1975-1976 du championnat de France de basket-ball de Nationale 1 est la 54e édition du championnat de France de basket-ball. Le championnat de Nationale 1 de basket-ball est le plus haut niveau du championnat de France.

## Présentation
Seize clubs participent à la compétition. La victoire rapporte 3 points, le match nul 2 points la défaite 1 point. Le système du bonus est abandonné.
La saison débute le 20 septembre 1975 et s'achêve le 27 mars 1976
Les équipes classées 13e, 14e, 15e et 16e descendent en Nationale 2.
Le tenant du titre, ASVEL, va tenter de gagner un 13e titre. Clermont, Orthez, Jœuf et Graffenstaden sont les quatre équipes promues pour cette saison. Roanne, 13e, Denain, 14e, Jœuf, 15e et Graffenstaden, 16e sont les quatre équipes reléguées à l'issue de cette saison 1975-1976
Tours a remporté le championnat pour la première fois de son histoire.
Le 10 janvier, l'ASPO Tours égale le record de points établi le 13 février 1966 par Denain (144-69 contre Franconville) en battant Graffenstaden 144 à 77. Quelques semaines plus tard, le 20 mars 1977 les Tourangeaux brisent le record en battant Jœuf par 154 à 107, L.C. Bowen (62) et Jean-Michel Sénégal (45) marquant à eux 2 autant de points que l'équipe de Jœuf. Les 62 points de Bowen sont le 4e meilleur total dans l'histoire du championnat de France. Il termine meilleur marqueur du championnat à 30,7 points de moyenne (921 pts).

## Classement final de la saison régulière
La victoire rapporte 3 points, le match nul 2 points, la défaite 1 point. En cas d'égalité, les clubs sont départagés au point-average particulier 